# Agathis alba
Agathis alba — вид хвойних рослин з родини араукарієвих (Araucariaceae). Місцем проживання цього виду є Малуку, Філіппіни, Сулавесі.